# Batalla de El Brazito
La Batalla de El Brazito fue un enfrentamiento entre fuerzas de Estados Unidos y de México el 25 de diciembre de 1846 durante la Intervención Estadounidense en México.
En octubre de 1846, el coronel Alexander William Doniphan, un abogado nacido en Kentucky, fue elegido como comandante del primer regimiento de Voluntarios Montados de Misuri. Doniphan y su regimiento recibieron la orden del general Stephen W. Kearney de ir a reunirse con el general John E. Wool en la ciudad de Chihuahua, México.
En la ruta hacia Chihuahua durante el Día de Navidad de 1846, combatieron contra una fuerza mexicana cerca de El Paso del Norte (Ciudad Juárez) que interceptaba a las tropas de Doniphan. El choque resultante fue llamado la Batalla de El Brazito, una de las únicas batallas luchadas en los alrededores de El Paso durante la Guerra de Intervención Estadounidense.
Las tropas de Doniphan tomaron la Ciudad de El Paso el 27 de diciembre, antes de unirse a las fuerzas de Wool, quien había avanzado hacia el sudoeste de San Antonio, Texas y las del general Zachary Taylor, en Saltillo, México.